# Life Is Peachy
Life Is Peachy (englisch für „Das Leben ist klasse“, peachy = wörtlich „pfirsichartig“) ist das zweite Studioalbum der US-amerikanischen Nu-Metal-Band Korn, das im Oktober 1996 erschien.

## Entstehung und Veröffentlichung
Nach einigen gemeinsamen Auftritten mit den Deftones ging die Band im April 1996 mit Ross Robinson in Malibu ins Studio, um den Nachfolger ihres Debütalbums einzuspielen. Die Erstveröffentlichung von Life Is Peachy erfolgte am 15. Oktober 1996 bei Epic- und Immortal Records. Das Album erschien in seiner Originalausführung als CD mit 14 Titeln (Katalognummer: 485 369 6). Am 26. Februar 2010 erschien es erstmals als LP-Ausführung bei Music on Vinyl (Katalognummer: MOVLP66).
Geschrieben wurden die Lieder alle gemeinsam von den Korn-Mitgliedern. Für die Produktion aller Lieder zeichnete alleine Ross Robinson verantwortlich.

## Stil
Das Album wurde insgesamt etwas „metallischer“ als der Vorgänger beschrieben. Es zeigen sich Einflüsse des Alternative Metal, insbesondere des Groove Metal. Brachiale Gitarrenriffs wechseln mit ruhigeren, rhythmisch komplexen, von einem unterstimmten Bass dominierten Passagen wie etwa bei Swallow oder Porno Creep.
Mit Wicked ist ein Cover von Ice Cube enthalten, bei dem Chino Moreno von den Deftones zu hören ist. Der Song A.D.I.D.A.S.  – der Titel steht für „All Day I Dream About Sex“ – war nach No Place to Hide die zweite Singleauskopplung und das einzige offizielle Video zum Album. Die Abkürzung war zugleich ein Tribut an den von der Band in ihrer Anfangszeit favorisierten deutschen Sportartikelhersteller Adidas.

## Titelliste
1. Twist – 0:49
2. Chi – 3:54
3. Lost – 2:55
4. Swallow – 3:38
5. Porno Creep – 2:01
6. Good God – 3:20
7. Mr. Rogers – 5:10
8. K@#Ø%! – 3:02
9. No Place to Hide – 3:31
10. Wicked (Original: Ice Cube & Chino Moreno) – 4:00
11. A.D.I.D.A.S. – 2:32
12. Low Rider (Original: War) – 0:58
13. Ass Itch – 3:39
14. Kill You – 8:38
15. Twist II (Hidden Track)

## Rezensionen
Jan Jaedike kritisierte im Magazin Rock Hard das Album. Korn spielten „meist stinklangweiligen Psycho-Rumpelrock“, dessen Unterhaltungswert sich in Grenzen hielte. Er vergab vier von zehn Punkten. Stephen Thomas Erlewine von Allmusic lobte zwar das gegenüber dem Vorgänger verbesserte Songwriting, kritisierte aber, dass die Stücke zuweilen nicht besonders eingängig seien. Die Band lebe von ihrem zornigen, „fetten“ („visceral“) Sound. Er vergab drei von fünf Sternen.

## Kommerzieller Erfolg

### Chartplatzierungen
Life Is Peachy avancierte zum Nummer-eins-Erfolg in Neuseeland sowie mit Rang drei zum Top-10-Erfolg in den US-amerikanischen Billboard 200. In Deutschland erreichte das Album für eine Woche die Charts und belegte dabei am 28. Oktober 1996 Rang 85. Es war das erste Chartalbum der Band in Deutschland.
| ChartsChartplatzierungen       | Höchstplatzierung | Wochen |
| ------------------------------ | ----------------- | ------ |
| Deutschland (GfK)              | 85 (1 Wo.)        | 1      |
| Österreich (Ö3)                | 21 (5 Wo.)        | 5      |
| Vereinigte Staaten (Billboard) | 3 (50 Wo.)        | 50     |
| Vereinigtes Königreich (OCC)   | 32 (3 Wo.)        | 3      |

### Auszeichnungen für Musikverkäufe
| Land/Region                  | Auszeichnungen für Musikverkäufe (Land/Region, Auszeichnung, Verkäufe) | Verkäufe  |
| ---------------------------- | ---------------------------------------------------------------------- | --------- |
| Australien (ARIA)            | Platin                                                                 | 70.000    |
| Kanada (MC)                  | Gold                                                                   | 50.000    |
| Neuseeland (RMNZ)            | Gold                                                                   | 7.500     |
| Vereinigte Staaten (RIAA)    | 2× Platin                                                              | 2.000.000 |
| Vereinigtes Königreich (BPI) | Gold                                                                   | 100.000   |
| Insgesamt                    | 3× Gold · 3× Platin ·                                                  | 2.227.500 |